# Fraternité des Saints Apôtres
La Fraternité des Saints Apôtres était une association publique de fidèles cléricale catholique, constituée de prêtres et de séminaristes et érigée en 2013 par André Léonard.
Dissoute provisoirement en 2016 par Jozef De Kesel, nouvel archevêque de Malines-Bruxelles, elle l'est définitivement le 12 avril 2018 par le pape François.

## Histoire
La fraternité est fondée par André Léonard. Elle a été inspirée par la personnalité de Michel-Marie Zanotti-Sorkine. L'objectif de celui-ci est de revenir aux fondamentaux, comme le port de la soutane, pour revaloriser la présence et la visibilité du prêtre dans la société. Le rapport de la Communauté Saint-Jean paru en juin 2023 indique que la Fraternité des Saints-Apôtres se réclame de l'héritage du père Marie-Dominique Philippe. La version du rapport remise en ligne en novembre 2023 a cependant supprimé cette indication.
En 2014, André Léonard décide de confier la paroisse du Béguinage de Bruxelles à la Fraternité ce qui provoque des tensions dans son diocèse,. Il annonce vouloir prendre sa retraite, après sa démission en mai 2015, dans l’ancienne abbaye de Marche-les-Dames auprès de la Fraternité des Saints Apôtres,.
En 2016, la Fraternité compte 22 séminaristes et six prêtres ordonnés, cinq en Belgique et un autre dans son antenne à Bayonne.

## Dissolution
Annoncée en juin 2016,, la dissolution provisoire de la Fraternité prend acte le 15 juillet 2016 par un décret de Jozef De Kesel, successeur d'André Léonard. L'évêque explique dans un communiqué que « le fait que la plupart des membres de la fraternité soient originaires de France, où de nombreuses régions connaissent un manque cruel de prêtres, constitue un grave manquement à la solidarité entre évêques, tant avec ceux de notre pays qu’avec nos voisins français »,,.
Après avoir reçu des fidèles liés la communauté, Jozef De Kesel annonce dans un communiqué du 29 juin 2016 suspendre le décret de dissolution et propose à l'un des diocèses de France de bien vouloir en prendre la charge canonique.
Un recours est déposé par des laïcs auprès du Tribunal suprême de la Signature apostolique mais rencontre l'opposition du cardinal Beniamino Stella, préfet de la Congrégation pour le clergé. Elle est définitivement dissoute par le pape François le 12 avril 2018.